# Baudoncourt
Baudoncourt je francouzská obec v departementu Haute-Saône v regionu Burgundsko-Franche-Comté. V roce 2013 zde žilo 549 obyvatel.

## Poloha
Sousední obce jsou: Breuches, Brotte-lès-Luxeuil, Éhuns, La Chapelle-lès-Luxeuil, Saint-Sauveur a Visoncourt.

## Vývoj počtu obyvatel
Počet obyvatel